# Пірати острова скарбів
Пірати острова скарбів (англ. Pirates of Treasure Island) — американський пригодницький фільм 2006 року.

## Сюжет
Коли в таверні «Адмірал Бенбоу» оселився старий пірат Біллі Бонс, юний Джим Хокінс ще не знав, що його життя дуже скоро круто зміниться. Але йому пощастило виявити в скриньці морського бродяги карту Острова Скарбів.